# 河瀬四郎
河瀬 四郎（かわせ しろう、1889年（明治22年）7月7日 - 1946年（昭和21年）7月20日）は、日本の海軍軍人。最終階級は海軍中将。

## 経歴
鳥取藩士・小学校長、河瀬聰の四男として生れる。鳥取第一中学校を経て、1910年7月、海軍兵学校（38期）を卒業し、翌年12月に海軍少尉任官。海軍水雷学校高等科を卒業し、「天津風」水雷長、臨時海軍防備隊付などを経て、1922年11月、海軍大学校（甲種20期）を卒業した。
横須賀防備隊水雷長、「萩」「桑」の各駆逐艦長、連合艦隊参謀、水雷学校教官、艦政本部員、水雷学校教官、イギリス出張（造兵監督官）、「霧島」副長、第3駆逐隊司令、第6駆逐隊司令、艦政本部員などを経て、1937年12月、海軍少将に進級。艦政本部第2部長、第5水雷戦隊司令官、第1水雷戦隊司令官、第7航空戦隊司令官、第11航空戦隊司令官、水雷学校長などを歴任し、1941年10月、海軍中将となった。
太平洋戦争を、第3遣支艦隊司令長官として迎え、以後、大湊警備府司令長官を経て、第5艦隊司令長官となり、キスカ島撤退作戦の指揮にあたる。
1944年（昭和19年）2月24日、他の帰還将官とともに皇居に赴き昭和天皇に謁見。軍状について奏上を行う。その後は、第2南遣艦隊司令長官などを勤め、1945年3月、予備役に編入された。

## 栄典
- 1944年（昭和19年）10月12日 - 旭日大綬章[2]

## 親族
- 兄 河瀬二郎（陸軍少佐）
- 弟 岸田五郎（陸軍大尉）